# 象の白い脚
『象の白い脚』（ぞうのしろいあし）は、松本清張の長編小説。『象と蟻』のタイトルで『別册文藝春秋』に連載され（1969年8月号 - 1970年8月号）、1974年6月に文春文庫から刊行された。

## あらすじ
ラオスを主題に小説を書くと言いビエンチャンに赴いた雑誌編集者・石田伸一は、メコン川の河畔で死体となって発見された。内戦下のラオスに飛んだ谷口爾郎は、友人の怪死事件の謎を調べようと、石田の泊まっていたホテルに宿を取るが、飛行機で隣り合わせたタイ語の新聞を読みこなすアメリカ人と思しき男が、すでに石田のとった9号室にチェックインしていたことを知る。
谷口は石田の通訳をつとめていた山本実に会い、石田の死体発見現場を訪問、また石田がアヘンの取材活動に首を突っ込んでいたらしいことなどを聞くが、次の日、石田が宿泊したのと同じ9号室でアメリカ人が扼殺死体となって発見されたとの報に接する。ラオスに長く住む謎多き在留邦人や外国人が谷口の前に現われ、キャバレーや娼家、阿片窟などでの見聞は陰をおびていたが、翌日山本が行方不明になり、死体となって発見される。谷口は部屋の主が2度殺された9号室に移るが、そこで目にした面妖なラオスの男から、連続殺人事件の糸を手繰り始める。
ピンハネの蔓延する軍閥政権と、おとなしい庶民たち、内戦を伝える海外での報道とは裏腹に、虚無が支配するラオス社会の中で、アヘン取引のからくりや外国人たちの過去、9号室のトリックの推理を突き詰めた谷口であったが、いつしか石田のたどった道に近づき、谷口の運命は暗転する。

## 主な登場人物
谷口爾郎
小説家。ラオスでは東京の出版社S社の編集者を名乗る。
山本実
「ビエンチャン・ブックストア」の支配人。石田伸一の通訳を務めていた。
平尾正子
レストラン「コントワール」および「ビエンチャン・ブックストア」の女社長。
杉原謙一郎
東邦建設のビエンチャン出張所技術主任。
大久保
ビエンチャンに住む年配の日本人医師。
ペティ・ブリングハム
ラオスに向かう飛行機で谷口と隣席になったアメリカ人と思しき男。
リュウ
白タクの運転手を務める中国人。
シモーヌ・ポンムレー
新聞社通信員のフランス人。
チン
キャバレー「スリー・スター」のベトナム人女中。
ルン・ボラボン
ビエンチャン地区の司令官。事実上政府軍を掌握している。

## エピソード
- 著者はラオスを2度訪問している。1度目は1968年3月、北ベトナムの訪問目前で、当時『週刊朝日』の副編集長であった森本哲郎と共にビエンチャンに足留めとなった。この時の著者による記録として「ハノイに入るまで」[2]および最晩年の1991年に発表された「日記メモ 1968・2」「日記メモ 1968・3」がある[3]。
- 訪問初日の夜、三島由紀夫の弟で当時ラオスの日本大使館に駐在していた平岡千之の車により、著者は「ホワイトローズ」という名のバーに案内され、その後ビエンチャン在住の邦人から「今から阿片窟を見学しましょう」と案内されたため、「トタン屋根の小屋」に入り「（アヘンを）三服ほど吸った」「失踪してからこういう場所にかくれ、生涯を果てるのも悪くはない、と暗い露地を出ながらふと思った」と著者は回顧している[4]。
- 大久保医師のモデルとして著者は、ビエンチャンに11年いるという小川医師を挙げ「井伏鱒二氏にどこか似ている」、その医院では「日本の海外青年協力隊の人がマージャンを囲んだり、碁を打ったりしている。ここはいわゆる「海外文化部隊」の青年たちにとって憩いのクラブであるらしい。彼らはほとんどが農業・園芸の技術指導である」と記している[5]。
- 平尾正子および山本実のモデルとして著者は、岡山県出身の日本女性が経営するメコン川沿いの日本料理店「サラ・コクタン」のママを挙げ「市内に日本の出版物を扱う書店も経営しているそうだから相当なやり手である。書店にも腕ききの日本人マネージャーを置いている。このマネージャーにも会った。端倪すべからざる人物のようである」と記している[6]。この滞在の際に「いつかラオスを舞台とした小説を書くときもあろうかと思い」ラオス人の人名をメモしてもらったと付け加えている[7]。
- 2度目の訪問は翌1969年5月、本作の執筆を前に、当時文藝春秋の編集者であった内藤厚と共にラオス入りし、パテト・ラオのシンパが多い郊外の部落で貧民の生活様式を調べ、生活必需品の値段を老婆に質問、ベトナム人経営の喫茶店、不良外人のたまり、タイ国境を結ぶ連絡船の発着所などを見て回ったが、1日約10時間の強行軍に、ガイドは「こちらでは昼寝の習慣がある。日中こう動き回ったら死んでしまう」と悲鳴をあげたと内藤は述べている[8]。
- 文化人類学者の青木保は、本作を評し「ビエンチャンの都市風景がよく描かれていて、おそらく日本の小説に表われた東南アジアの都市としてもっとも見事な描写ではないか」「この本は凡百の東南アジア研究書よりも東南アジアのイメージをとらえて適確だし、その現実を鮮やかに示している。文学作品にイメージが定着されるまでは、外国（異文化）理解はなされえないとかねて考えているのだが、松本氏の東南アジアを見る眼は、きわめて明確である」と述べている[9]。
- 歴史家の色川大吉は「清張が新しく提示した方法は、地球規模で演じられている帝国主義の権力悪を、謀略の網の目を民衆個々人とのその結び目を解くことによって照らしだしてみせることであり」「ここに『日本の黒い霧』の国際版がある」と述べている[10]。
- 日本近代文学研究者の久保田裕子は、色川大吉の指摘が日本と多民族国家のラオスを同一視する点において、アメリカ側の戦略に偏向した見解であるとし、「（本作の）テキストの空間は単なる二国関係の支配/被支配という単線的な関係だけではとらえきれない、複雑なパワーポリティクスが発現される場所として描かれている」「（本作は旧宗主国のフランス等）複数の時代に起源を持つ権力の力学が複雑に絡み合う中にラオスが置かれている状況がとらえられている」と述べている[11]。
- 日本近代文学研究者の綾目広治は、二度目の取材を目的とした旅行よりも、むしろ一度目の旅行での見聞の方がより小説には生かされているのではないかとし、「日記メモ」で語られた著者のエピソードは（本作中の叙述と）類似というよりもほとんど同じと言ってもいいほどであると述べている[12]。
- 日本近代文学研究者の尾崎名津子は、連載時の題「象と蟻」においては、象＝アメリカであったが、「象の白い脚」に改題されることで、象はラオスであると同時にアメリカである、ダブルミーニングの可能性を感じさせるものになったと述べている[13][14]。